# Grayson Valley, Alabama
Grayson Valley är en ort (CDP) i Jefferson County, i delstaten Alabama, USA. Enligt United States Census Bureau har orten en folkmängd på 5 736 invånare (2010) och en landarea på 5,2 km².